# 六十四角形

正六十四角形

六十四角形（ろくじゅうよんかくけい、ろくじゅうよんかっけい、hexacontatetragon）は、多角形の一つで、64本の辺と64個の頂点を持つ図形である。内角の和は11160°、対角線の本数は1952本である。

## 正六十四角形
正六十四角形においては、中心角と外角は5.625°で、内角は174.375°となる。一辺の長さが a の正六十四角形の面積 S は
{\displaystyle S={\frac {64}{4}}a^{2}\cot {\frac {\pi }{64}}\simeq 325.68748a^{2}}
{\displaystyle \cos(2\pi /64)}は有理数と平方根の組み合わせのみで表せる。
{\displaystyle \cos {\frac {2\pi }{64}}=\cos {\frac {\pi }{32}}=\cos \left(5.625^{\circ }\right)={\frac {1}{2}}{\sqrt {2+{\sqrt {2+{\sqrt {2+{\sqrt {2}}}}}}}}}

### 正六十四角形の作図
正六十四角形は定規とコンパスによる作図が可能な図形である。